# URZ AP
URZ AP (Univerzální Ruční Zbraň Automatická Puška) - оружейная система, разработанная в Чехословакии. Конструкция позволяет создать на одном "шасси" несколько вариантов вооружения, включая винтовку, танковый пулемёт и т.д., тем не менее возможности изменить конструкцию не предусматривалось, то есть система не была модульной - невозможно было пересобрать винтовку в танковый пулемёт. Концепция серии изначально была использована во Франции, затем в США создана  система Stoner 63, которую доработал Иржи Чермак в конце 1960-х годов. URZ стал попыткой заменить автоматы и станковые пулемёты. В URZ AP использовался приемник, аналогичный другим моделям. Он был снабжен лентой в цилиндрической коробке для калибра 7,62×51 мм НАТО, так как оружие предназначалось для экспорта.
Конструкция оружия была достаточно сложна, в особенности механизмы роликов затвора у всех 9 опытных образцов были доработаны "по месту", так что оружие, по всей видимости, стоило бы довольно дорого для экспорта. Причины сворачивания проекта неизвестны - или отсутствие покупателей, или политическое давление от использования вражеского (для тогдашней советской Чехословакии) патрона НАТО.

## Версии
- AP - Автоматическая винтовка.
- LK - Ручной пулемёт.
- TK - Оружейный станок.
- T - Танковый пулемёт.